# Steve Conte
Steve Conte je americký zpěvák a kytarista. Je frontmanem skupiny The Contes, kde hraje i jeho bratr John Conte. V letech 2004-2010 byl členem skupiny New York Dolls. Spolupracoval také s Michaelem Monroe, Peterem Wolfem, Billy Squierem, Suzi Quatro, Chuckem Berrym, nebo Paulem Simonem. Jako kytarista hrál v kapele Jamese Browna nebo v legendárních Blood, Sweat & Tears. Ve světě je také znám pro svou spolupráci s japonskou skladatelkou a hudební producentkou Yoko Kanno (Jóko Kanno), kde se jako zpěvák podílel na hudbě k několika anime kultovním seriálům jako Cowboy Bepop, Ghost In The Shell nebo Wolf's Rain. Steve Conte nazpíval také píseň In The Clouds českého hudebníka Jirky Muchy.

## Výběr z diskografie

### Crown Jewels
- Spitshine (1996)
- Linoleum (1998)

### The Contes
- Bleed Together (2003)

### New York Dolls
- One Day It Will Please Us to Remember Even This (2006)
- Cause I Sez So (2009)

### Michael Monroe
- Another Night In The Sun - Live in Helsinki (2010)
- Sensory Overdrive (2011)
- Horns and Halos (2013)
- Blackout States (2015)
- One Man Gang (2019)